# 凱里 (北卡羅來納州)
凯里是美國北卡羅萊納州韋克縣和達勒姆縣的一個城鎮，是北卡羅萊納州羅利-凯里都會統計區的一部分，根據2020年美國人口普查統計，該市總人口為174,721人，是北卡羅萊納州第七大城市。2022年，該市人口增至180,388人。